# Unió dels Sindicats Revolucionaris d'Angola
La Unió dels Sindicats Revolucionaris d'Angola (União dos Sindicatos Revolucionarios de Angola, USRA) era una organització sindical angolesa a l'exili. L'USRA va ser fundada a Songololo, Congo-Kinshasa el novembre de 1965 per dissidents de la Lliga General dels Treballadors d'Angola, liderada per Manuel Francisco Bento (que s'havia rebel·lat contra el lideratge de la LGTA favorable a Holden Roberto en juny de 1965) i un altre grup dissident de la Unió Nacional dels Treballadors d'Angola (liderat per l'antic secretari d'exteriors i número dos de l'UNTA, Bernard Dombele). Dombele havia acusat UNTA de 'desviació política'. L'organització va obrir una oficina a Kinshasa l'abril de 1966.
Pel 1967 l'USRA havia deixat d'existir.